# Schräge Musik

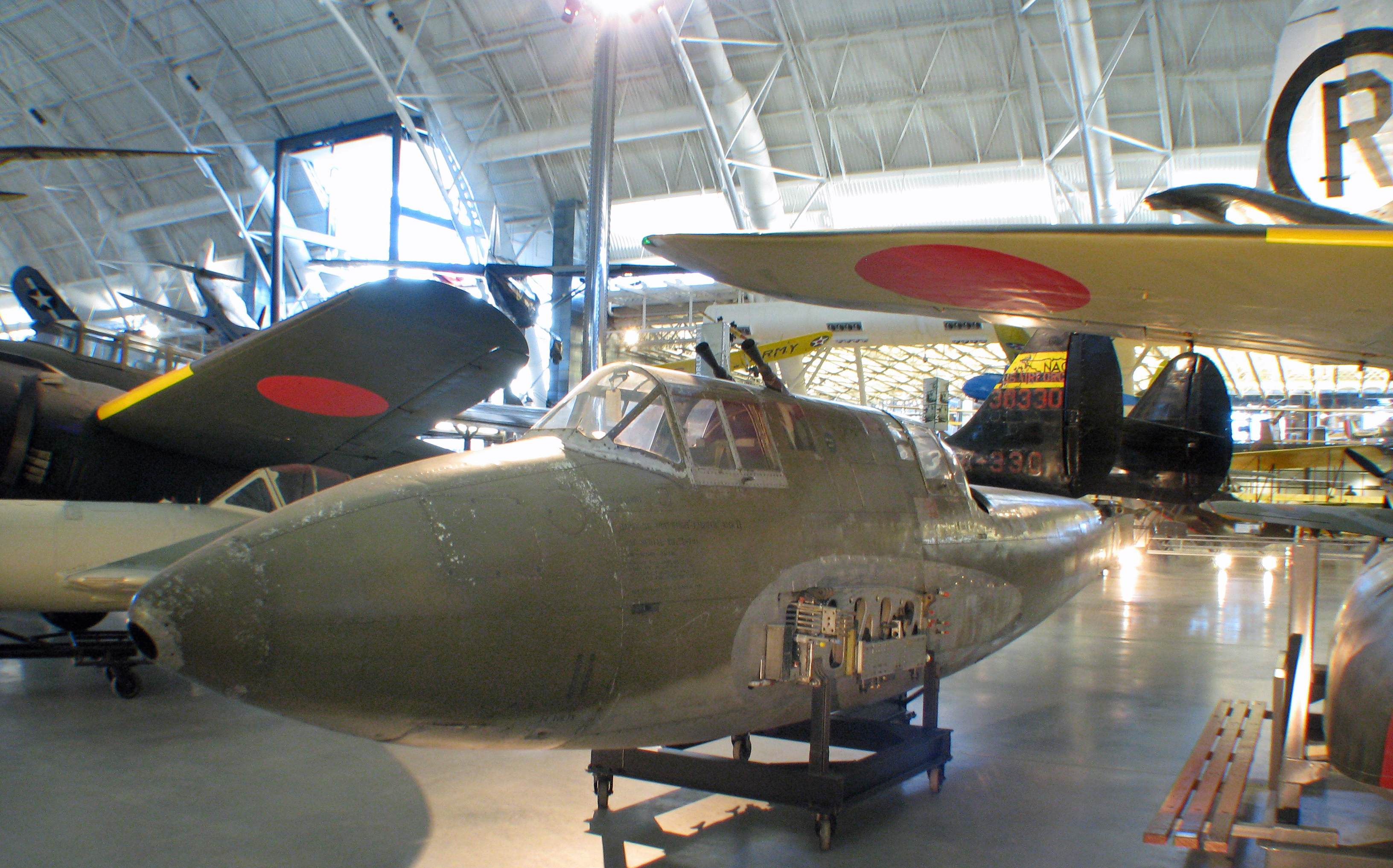
Kawasaki Ki-45 se systémem Schräge Musik

Schräge Musik (v překladu něco jako „šikmá muzika“, německý hovorový výraz pro jazz) byl německý systém šikmého uložení kulometů či častěji kanónů v letounu používaný za 2. světové války proti bombardérům.
Autorem tohoto řešení byl velitel 4./NJG 2 nadporučík Rudolf Schönert, který si v roce 1942 do svého letounu Dornier Do 17 Z-10 nechal namontovat kulomet MG 17, který střílel šikmo dopředu nahoru přes kryt pilotní kabiny. Pečlivé zkoušky probíhaly ve zkušebním středisku letecké palubní výzbroje v Tarnewitzu. Následně navrhl použití tohoto systému i na letounech Dornier Do 217 N, kde se nakonec také uplatnil.
V pozdějších válečných letech se jednalo o jedno až čtyřhlavňové jednotky kanónů MG 151 či MG FF ráže 20 mm, nebo 30 mm, které byly opět pevně umístěny za pilotní kabinou letounu a mířily šikmo dopředu nahoru (pod úhlem cca 70°). Tuto výzbroj používaly rovněž těžké noční stíhače Junkers Ju 88 G, Junkers Ju 388 J-3, Messerschmitt Bf 110 F-4/U1 a Heinkel He 219 A-2 Uhu. Schräge Musik měla výhodu v tom, že pilot podletěl bombardér, dostal se do mrtvé zóny jeho palubních zbraní a beztrestně ho mohl zespodu ostřelovat do nejslaběji chráněného místa (dolní, zadní polosféra bombardéru).
Obdobný systém v Japonsku zavedl Jasuna Kozono.